# Wieża Wignacourt
Wieża Wignacourt (St Paul’s Bay Tower and Battery) – jedna z grupy pięciu pozostałych umocnionych kamiennych wież obserwacyjnych zbudowana za czasów wielkiego mistrza kawalerów maltańskich Alofa de Wignacourt w okresie pomiędzy latami 1610–1649. Wieże Wignacourta różnią się od wież Lascarisa oraz wież de Redina. Nie są prostymi wieżami obserwacyjnymi, a w zasadzie sporymi fortyfikacjami umożliwiającymi stawianie oporu i stanowiącymi schronienie dla załogi.
Wieża Wignacourt została zbudowana w roku 1610 na wysuniętym cyplu w miejscowości Saint Paul’s Bay na zachodniej części zatoki św. Pawła. Zaprojektował ją Vittorio Cassar. Na wschód od niej znajduje się wieża Għallis, jedna z wież De Redina. Jest najstarszą zachowaną z wież obserwacyjnych na wybrzeżu Malty.
Wieża od 1970 roku jest administrowana przez Din l-Art Ħelwa National Trust of Malta i jest dostępna dla zwiedzających. Znajduje się w niej ekspozycja modeli fortyfikacji znajdujących się na wyspie oraz typowych dla okresu działalności obiektu w XVII-XIX wieku wyposażenia i uzbrojenia. Została wpisana na listę dziedzictwa National Inventory of the Cultural Property of the Maltese Islands pod numerem 00055.